# Wilhelm Heinrich Riehl

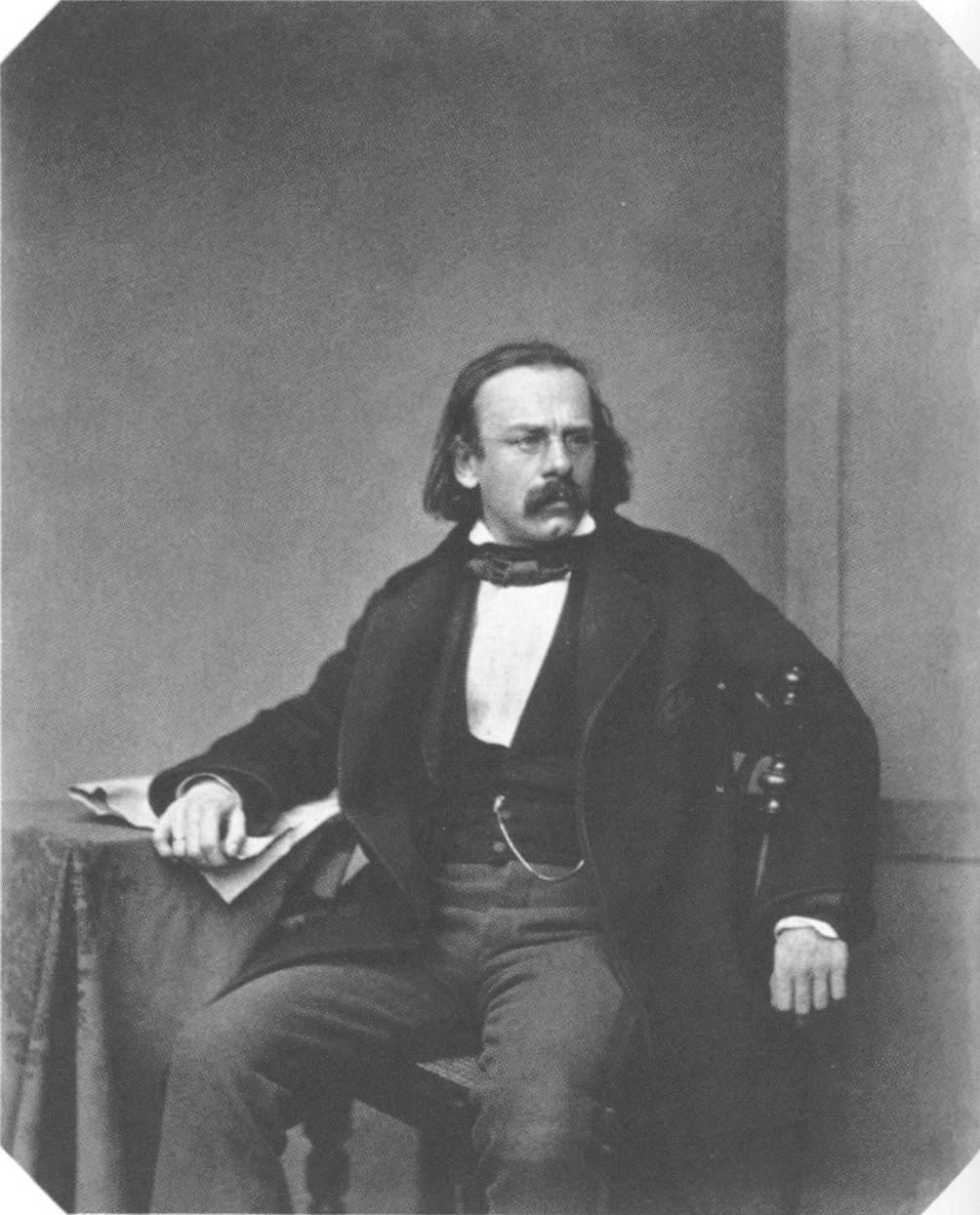
Wilhelm Heinrich Riehl.

Wilhelm Heinrich Riehl (från 1883 von Riehl), född den 6 maj 1823 i Biebrich, död den 16 november 1897 i München, var en tysk socialhistoriker, etnolog och novellförfattare.